# Piseker Tor

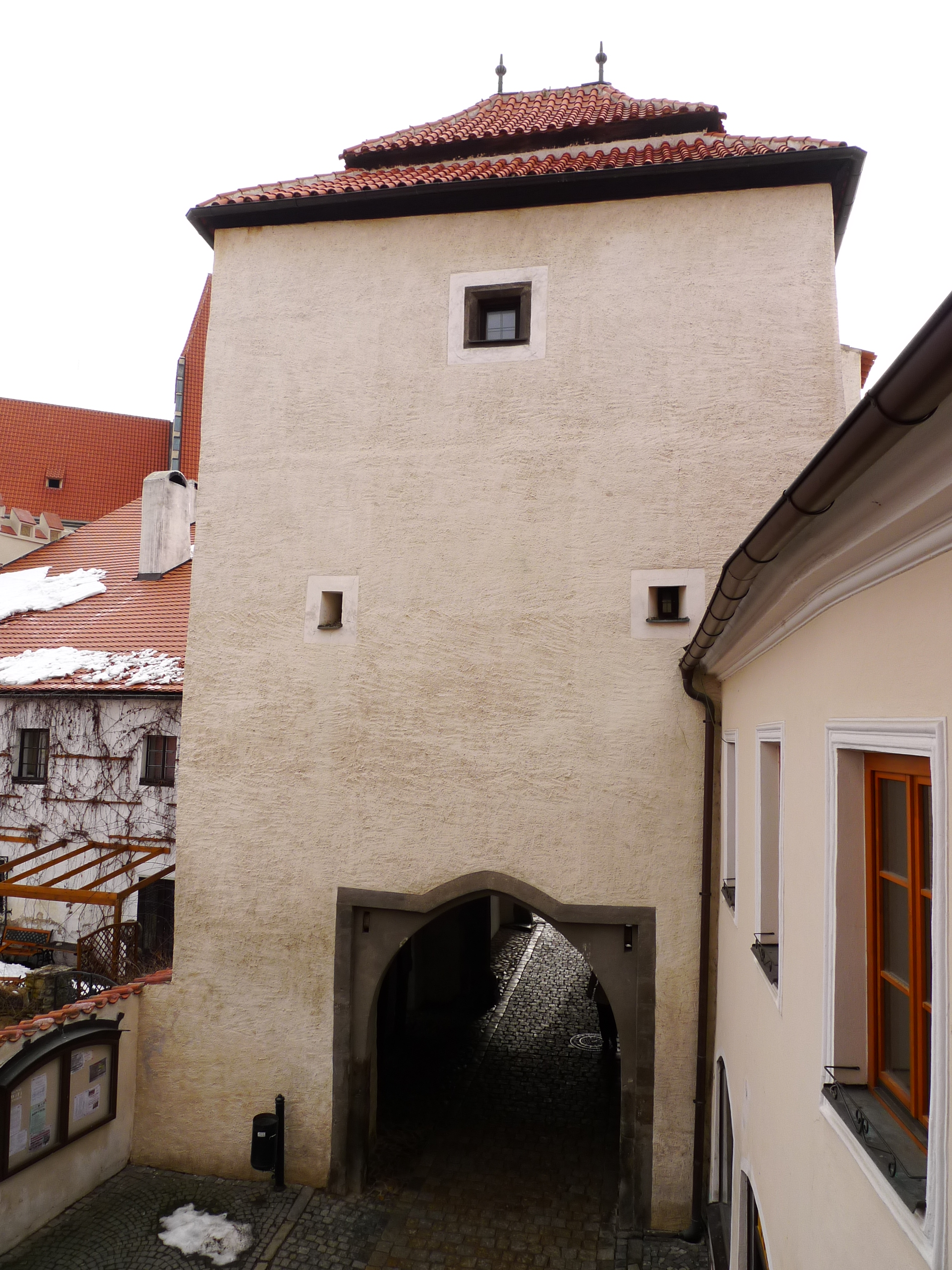
Piseker Tor in Prachatice (Stadtseite)

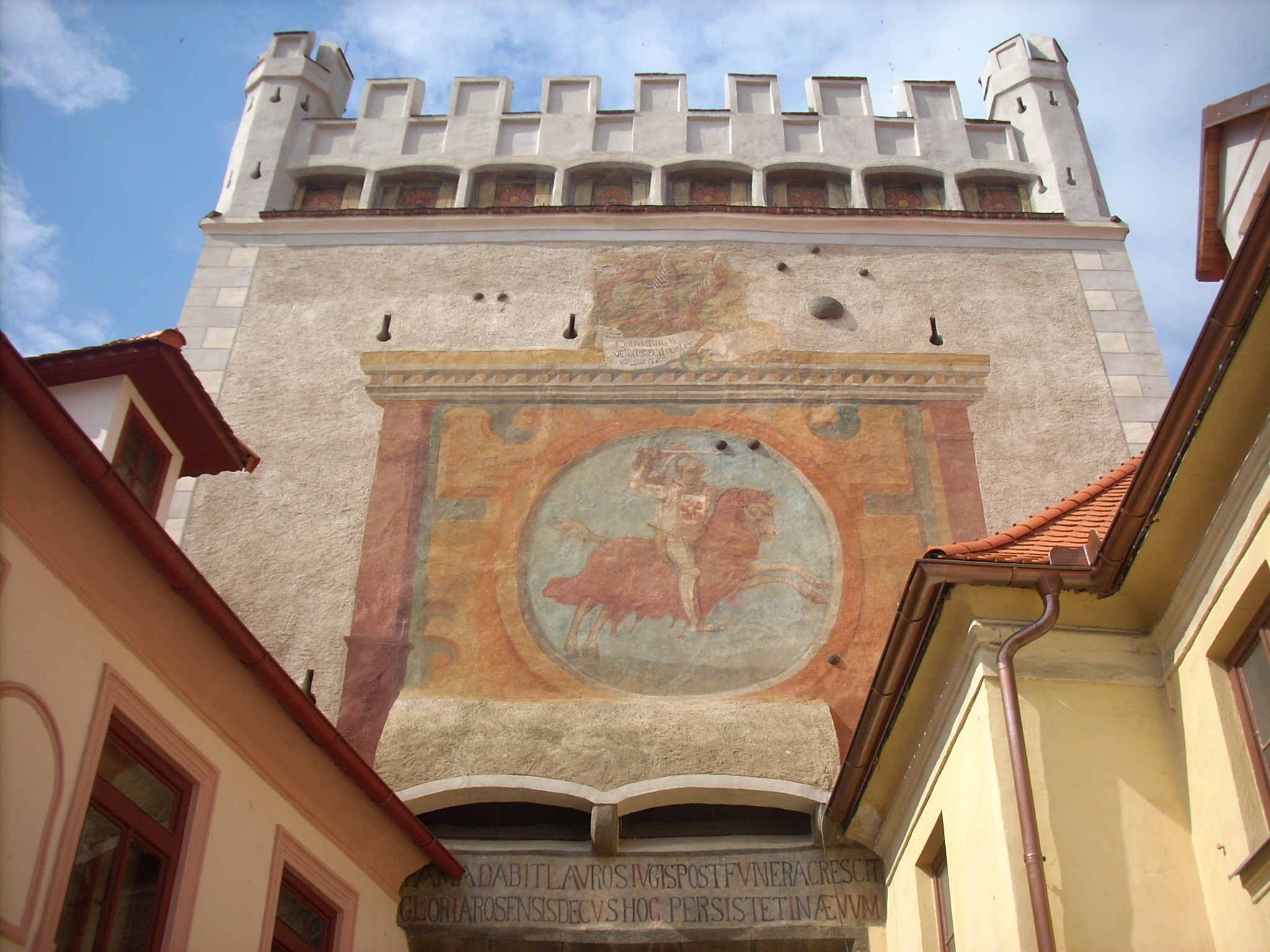
Feldseite

Das Piseker Tor (tschechisch Dolní brána) in Prachatice (Prachatitz), einer Stadt in der Region Jihočeský kraj (Südböhmen) in Tschechien, wurde um 1527 errichtet. Das Stadttor ist seit 1988 als Teil der Stadtbefestigung ein geschütztes Kulturdenkmal.

## Geschichte
Die Stadt Prachatice war seit dem 14. Jahrhundert durch eine Stadtmauer befestigt, wobei das Stadtinnere nur durch eines von zwei Toren zugänglich war. Von den beiden Stadttoren ist das untere, sogenannte Piseker Tor erhalten geblieben.

## Beschreibung
Durch das Renaissancetor ist der Zugang in Richtung Kirche und zum großen Marktplatz auch heute noch möglich. Das Stadttor gliedert sich in ein äußeres und ein inneres Tor.
Das ältere, innere Tor ist mit einem Satteldach gedeckt. An der Decke seines gewölbten Einfahrtstors sind die Reste von Wandzeichnungen aus dem 15. und 16. Jahrhundert zu sehen.
Das äußere Tor wurde von Ende des 15. bis zur Hälfte des 16. Jahrhunderts erbaut. Es ist Bestandteil eines massiven, verputzten Turmes auf rechteckigem Grundriss. Die Feldseite schmückt ein Wandgemälde, auf dem Wilhelm von Rosenberg (1535–1592), Oberstlandeskämmerer und Oberster Burggraf von Böhmen, zu Pferd dargestellt ist.
Die Wehrhaftigkeit des Piseker Tores wurde durch eine Barbakane, einen großen rundlichen Turmvorbau, erhöht. Der Eingang in die Barbakane lag seitlich der Torachse, sodass man sich dem Tor in einer Kurve näherte. Ähnliche Barbakanen sind in Kadaň und in Krakau erhalten.